# Darnell Hillman
Darnell “Dr. Dunk” Hillman (nacido el 29 de agosto de 1949 en Sacramento, California) es un exjugador de baloncesto estadounidense que jugó 5 temporadas en la ABA y otras 5 en la NBA. Con 1,98 metros de altura, lo hacía en la posición de ala-pívot. su apodo de Dr. Dunk (Doctor Mate) proviene de la variedad de mates que incluía en su repertorio, que hacía incluso que los aficionados de los Indiana Pacers llegaran al pabellón con tiempo de antelación para verle en el calentamiento.

## Trayectoria deportiva

### Universidad
Jugó durante dos temporadas con los Spartans de la Universidad Estatal de San José, en las que promedió 15,1 puntos y 15,1 rebotes por partido. En 1969 ingresó en las Fuerzas Armadas de los Estados Unidos, jugando en el equipo de baloncesto que competía en la Amateur Athletic Union, los Armed Forces All-Stars, con los que ganó dos campeonatos, siendo elegido en 1971 como mejor jugador del torneo.

### Selección nacional
En 1970 fue convocado con la selección de baloncesto de Estados Unidos para disputar el Campeonato Mundial de Baloncesto de Liubliana, en el cual acabaron en quinta posición, tras ganar 6 partidos y perder tres.

### Profesional
Fue elegido en la octava posición del Draft de la NBA de 1971 por Golden State Warriors, y también por los Indiana Pacers en la segunda ronda del draft de la ABA, eligiendo la esta última opción. Allí se convirtió en un especialista defensivo, destacando por su poderío bajo los tableros y su intimidación. Su mejor temporada con los Pacers fue la 1974-75, en la que promedió 13,9 puntos, 9,2 rebotes y 1,6 tapones por partido, Cuando la ABA se extinguió, en 1976, acabó apareciendo en el quinto lugar de los mejores taponadores de la historia de la liga, con 1,6 por partido, siendo superado únicamente por Artis Gilmore, Caldwell Jones, Billy Paultz y Julius Erving.
En la temporada 1976-77 los Pacers se incorporaron a la NBA, y Hillman, en su primera temporada en la liga unificada, no bajó el listón, promediando 10,7 puntos y 8,5 rebotes por encuentro. Al año siguiente fue traspasado a New Jersey Nets, quienes, a pesar de ponerlo como ala-pívot titular y logras unos buenos registros, lo traspasaron mediada la temporada a Denver Nuggets.
En los Nuggets bajó ostensiblemente su rendimiento, quedando sus promedios a final de temporada en 7,8 puntos y 7,2 rebotes por partido. Al término de la misma fue nuevamente traspasado, esta vez a Kansas City Kings, junto con los derechos sobre Mike Evans, a cambio de Ron Boone y una futura segunda ronda del draft. En los Kings actuó una temporada como recambio del titular Sam Lacey, acabando la temporada con unos discretos 7,0 puntos y 5,5 rebotes por encuentro. Al término de la campaña fue despedido, fichando como agente libre en la temporada 1979-80 por el equipo que lo había elegido en el draft, los Golden State Warriors. Allí jugó su último año como profesional.
En 1997 recibió el premio "Biggest ABA Afro", siendo reconocido por sus excompañeros cono el jugador con el mayor peinado afro.

## Estadísticas de su carrera en la ABA y la NBA

### Temporada regular
| Temp.   | Edad | Equipo          | Liga  | P   | TIT | MIN  | TC  | TCA  | %TC  | 3P  | 3PA | %3P  | TL  | TLA | %TL  | R.OF. | R.DEF. | REB | ASIS | ROB | TAP | PER | FP  | PTS  |
| 1971-72 | 22   | Indiana         | ABA   | 73  |     | 19.0 | 2.7 | 5.6  | .488 | 0.0 | 0.1 | .200 | 1.6 | 2.4 | .644 | 2.1   | 4.5    | 6.5 | 0.7  |     |     | 1.2 | 2.9 | 7.1  |
| 1972-73 | 23   | Indiana         | ABA   | 84  |     | 30.3 | 3.9 | 8.8  | .446 | 0.0 | 0.1 | .000 | 1.8 | 3.0 | .587 | 2.6   | 6.2    | 8.8 | 1.5  |     | 1.4 | 1.8 | 3.5 | 9.6  |
| 1973-74 | 24   | Indiana         | ABA   | 83  |     | 27.9 | 4.0 | 7.9  | .498 | 0.0 | 0.1 | .375 | 1.2 | 2.3 | .518 | 2.4   | 5.8    | 8.1 | 1.2  | 0.8 | 2.1 | 2.1 | 3.6 | 9.1  |
| 1974-75 | 25   | Indiana         | ABA   | 81  |     | 32.1 | 6.0 | 11.4 | .527 | 0.0 | 0.0 | .000 | 1.9 | 2.5 | .752 | 3.7   | 5.6    | 9.2 | 1.6  | 0.9 | 1.6 | 2.6 | 4.1 | 13.9 |
| 1975-76 | 26   | Indiana         | ABA   | 74  |     | 29.3 | 5.1 | 11.2 | .453 | 0.0 | 0.1 | .250 | 3.3 | 4.5 | .723 | 3.4   | 5.7    | 9.1 | 2.0  | 1.1 | 1.1 | 2.6 | 4.1 | 13.4 |
| 1976-77 | 27   | Indiana         | NBA   | 82  |     | 28.1 | 4.4 | 9.9  | .443 |     |     |      | 2.0 | 3.0 | .660 | 2.8   | 5.7    | 8.5 | 2.0  | 1.2 | 1.3 |     | 4.3 | 10.7 |
| 1977-78 | 28   | TOTAL           | NBA   | 78  |     | 25.2 | 4.4 | 9.1  | .479 |     |     |      | 2.1 | 3.7 | .584 | 2.6   | 4.8    | 7.4 | 1.3  | 0.8 | 1.0 | 2.2 | 3.7 | 10.9 |
| 1977-78 | 28   | New Jersey Nets | NBA   | 45  |     | 27.1 | 5.2 | 11.1 | .471 |     |     |      | 2.6 | 4.6 | .576 | 2.8   | 4.7    | 7.5 | 1.1  | 1.1 | 1.0 | 2.4 | 3.6 | 13.1 |
| 1977-78 | 28   | Denver          | NBA   | 33  |     | 22.6 | 3.2 | 6.3  | .498 |     |     |      | 1.5 | 2.5 | .605 | 2.2   | 5.0    | 7.2 | 1.6  | 0.4 | 1.1 | 2.0 | 3.9 | 7.8  |
| 1978-79 | 29   | Kansas City     | NBA   | 78  |     | 20.7 | 2.7 | 5.5  | .493 |     |     |      | 1.6 | 2.9 | .558 | 1.8   | 3.8    | 5.5 | 1.2  | 0.6 | 0.8 | 1.7 | 3.7 | 7.0  |
| 1979-80 | 30   | Golden State    | NBA   | 49  |     | 14.4 | 1.7 | 3.7  | .458 | 0.0 | 0.0 |      | 0.7 | 1.4 | .500 | 1.2   | 2.5    | 3.7 | 1.0  | 0.4 | 0.5 | 1.2 | 2.6 | 4.0  |
| Total   |      |                 | TOTAL | 682 |     | 25.8 | 4.0 | 8.3  | .477 | 0.0 | 0.1 | .167 | 1.8 | 2.9 | .628 | 2.5   | 5.1    | 7.6 | 1.4  | 0.9 | 1.3 | 2.0 | 3.7 | 9.8  |
|         |      |                 | ABA   | 395 |     | 27.9 | 4.3 | 9.0  | .483 | 0.0 | 0.1 | .167 | 1.9 | 2.9 | .653 | 2.8   | 5.6    | 8.4 | 1.4  | 0.9 | 1.6 | 2.1 | 3.6 | 10.6 |
|         |      |                 | NBA   | 287 |     | 23.0 | 3.5 | 7.4  | .466 | 0.0 | 0.0 |      | 1.7 | 2.9 | .592 | 2.2   | 4.4    | 6.6 | 1.4  | 0.8 | 1.0 | 1.8 | 3.7 | 8.6  |

### Playoffs
| Temp.   | Edad | Equipo      | Liga  | P  | MIN  | TCA | TC  | 3PA | 3P | TLA | TL  | R.OF. | REB | ASIS | ROB | TAP | PER | FP  | PTS | %TC  | %3P  | %FT  | MIN  | PTS  | REB  | AST |
| 1971-72 | 22   | Indiana     | ABA   | 20 | 327  | 53  | 95  | 0   | 2  | 18  | 33  |       | 110 | 9    |     |     | 20  | 52  | 124 | .558 | .000 | .545 | 16.4 | 6.2  | 5.5  | 0.5 |
| 1972-73 | 23   | Indiana     | ABA   | 18 | 485  | 43  | 101 | 0   | 0  | 20  | 35  | 39    | 135 | 17   |     |     | 29  | 44  | 106 | .426 |      | .571 | 26.9 | 5.9  | 7.5  | 0.9 |
| 1973-74 | 24   | Indiana     | ABA   | 14 | 352  | 47  | 85  | 0   | 1  | 23  | 46  | 37    | 100 | 12   | 6   | 16  | 20  | 44  | 117 | .553 | .000 | .500 | 25.1 | 8.4  | 7.1  | 0.9 |
| 1974-75 | 25   | Indiana     | ABA   | 17 | 482  | 73  | 146 | 0   | 0  | 35  | 51  | 40    | 133 | 14   | 10  | 30  | 24  | 68  | 181 | .500 |      | .686 | 28.4 | 10.6 | 7.8  | 0.8 |
| 1975-76 | 26   | Indiana     | ABA   | 3  | 111  | 16  | 39  | 0   | 0  | 11  | 14  | 13    | 31  | 10   | 6   | 5   | 10  | 14  | 43  | .410 |      | .786 | 37.0 | 14.3 | 10.3 | 3.3 |
| 1977-78 | 28   | Denver      | NBA   | 13 | 260  | 31  | 79  |     |    | 11  | 15  | 25    | 80  | 18   | 6   | 7   | 24  | 49  | 73  | .392 |      | .733 | 20.0 | 5.6  | 6.2  | 1.4 |
| 1978-79 | 29   | Kansas City | NBA   | 5  | 112  | 10  | 32  |     |    | 9   | 17  | 19    | 33  | 8    | 4   | 3   | 10  | 17  | 29  | .313 |      | .529 | 22.4 | 5.8  | 6.6  | 1.6 |
| Total   |      |             | TOTAL | 90 | 2129 | 273 | 577 | 0   | 3  | 127 | 211 | 173   | 622 | 88   | 32  | 61  | 137 | 288 | 673 | .473 | .000 | .602 | 23.7 | 7.5  | 6.9  | 1.0 |
|         |      |             | ABA   | 72 | 1757 | 232 | 466 | 0   | 3  | 107 | 179 | 129   | 509 | 62   | 22  | 51  | 103 | 222 | 571 | .498 | .000 | .598 | 24.4 | 7.9  | 7.1  | 0.9 |
|         |      |             | NBA   | 18 | 372  | 41  | 111 |     |    | 20  | 32  | 44    | 113 | 26   | 10  | 10  | 34  | 66  | 102 | .369 |      | .625 | 20.7 | 5.7  | 6.3  | 1.4 |